# Фировское сельское поселение
Фи́ровское се́льское поселе́ние – муниципальное образование в составе Фировского района Тверской области.
Администрация поселения располагается в посёлке городского типа Фирово, не входящем в его состав.
Образовано в 2005 году, включило в себя территории Фировского и Ходуновского сельских округов.

## Географические данные
- Общая площадь: 644,7 км².
- Нахождение: западная часть Фировского района.
  - Граничит:
    - на севере — с Рождественским СП,
    - на востоке — с Великооктябрьским СП,
    - на юге — с Осташковским районом, Святосельское СП и Щучьенское СП
    - на западе — с Новгородской областью, Демянский район.

Главные реки - Граничная, Кова. Три крупных озера - Серемо, Граничное и Тихмень.

Поселение пересекает Октябрьская железная дорога (линия Бологое—Соблаго—Великие Луки).

## Население
| 2010 | 2011 | 2012 | 2013 | 2014 | 2015 | 2016 |
| ---- | ---- | ---- | ---- | ---- | ---- | ---- |
| 437  | ↘432 | ↗486 | ↘448 | ↗453 | ↘443 | ↘424 |
| 2017 | 2018 | 2019 | 2020 | 2021 |      |      |
| ↘413 | ↘407 | ↘397 | ↘383 | ↘370 |      |      |

## Населенные пункты
На территории поселения находятся 33 населённых пункта:
| №  | Населённый пункт | Тип     | Население |
| -- | ---------------- | ------- | --------- |
| 1  | Березуги         | деревня | 0         |
| 2  | Борки            | деревня | 1         |
| 3  | Букино           | деревня | 1         |
| 4  | Бухолово         | деревня | 1         |
| 5  | Галутино         | деревня | 0         |
| 6  | Гачки            | деревня | 28        |
| 7  | Горшково         | деревня | 70        |
| 8  | Гребенёво        | деревня | 13        |
| 9  | Губарево         | деревня | 9         |
| 10 | Дмитровка        | деревня | 0         |
| 11 | Дупле            | деревня | 7         |
| 12 | Жабны            | деревня | 17        |
| 13 | Жары             | деревня | 0         |
| 14 | Королёво         | деревня | 10        |
| 15 | Кострубле        | деревня | 31        |
| 16 | Кузино           | деревня | 14        |
| 17 | Кузнечково       | деревня | 48        |
| 18 | Ново-Козьяново   | деревня | 14        |
| 19 | Новоникольск     | деревня | 0         |
| 20 | Новотроицкое     | деревня | 7         |
| 21 | Озерево          | деревня | 9         |
| 22 | Перелесок        | деревня | 32        |
| 23 | Плосково         | деревня | 1         |
| 24 | Раево            | деревня | 1         |
| 25 | Ракитня          | деревня | 1         |
| 26 | Романиха         | деревня | 0         |
| 27 | Руднево          | деревня | 1         |
| 28 | Савёлово         | деревня | 12        |
| 29 | Старое Козьяново | деревня | 11        |
| 30 | Стахново         | деревня | 1         |
| 31 | Фролево          | деревня | 0         |
| 32 | Ходуново         | деревня | 78        |
| 33 | Хриплы           | деревня | 11        |

### Бывшие населенные пункты
На территории поселения исчезли деревни Каменник, Раменье, Святицы, Паржа и другие.

Деревня Жолобово присоединена к посёлку Фирово.

## История
В XII-XIV вв. территория поселения относилась к Деревской пятине Новгородской земли. В XV веке присоединена к Великому княжеству Московскому и относилась к Жабенскому погосту Деревской пятины.
- После реформ Петра I территория поселения входила:[14]
- в 1708—1727 гг. в Санкт-Петербургскую (Ингерманляндскую 1708—1710 гг.) губернию, Новгородскую провинцию,
- в 1727—1775 гг. в Новгородскую губернию, Новгородскую провинцию,
- в 1775—1796 гг. в Новгородское наместничество, Валдайский уезд,
- в 1796—1927 гг. в Новгородскую губернию, Валдайский уезд,
- в 1927—1929 гг. в Ленинградскую область, Рождественский район,
- в 1929—1935 гг. в Ленинградскую область, Бологовский район,
- в 1935—1963 гг. в Калининскую область, Фировский район,
- в 1963—1972 гг. в Калининскую область, Вышневолоцкий район,
- в 1972—1990 гг. в Калининскую область, Фировский район,
- с 1990 в Тверскую область, Фировский район.

В середине XIX-начале XX века деревни поселения относились к Рождественской и Жабенской волостям Валдайского уезда Новгородской губернии.

В 50-е годы XX века на территории поселения существовали Жабенский, Ходуновский и Фроловский сельсоветы Фировского района Калининской области.

## Известные люди
В деревне Савёлово родился Герой Советского Союза Николай Петрович Быков.

 В деревне Жабны родился Герой Советского Союза Михаил Алексеевич Матвеев.

 В ныне не существующей деревне Каменник родился Герой Советского Союза Виктор Иванович Колосов.